# Morro Ricaldone
O Morro Ricaldone é um pequeno morro localizado na cidade brasileira de Porto Alegre, capital do estado do Rio Grande do Sul. Está situado dentro dos limites do bairro Moinhos de Vento, bem próximo do bairro Floresta.
Com uma densa vegetação, o morro foi integralmente cercado após a aprovação, em 2008, de um projeto elaborado pela Secretaria Municipal do Meio Ambiente (Smam). Os motivos que levaram ao cercamento foram o impacto ambiental causado pela circulação de pessoas e a falta de segurança na região, já que o local era utilizado como refúgio por assaltantes.
A área equipada no interior do morro é popularmente chamada Praça Maurício de Nadal, uma denominação não-oficial criada por moradores locais. Porém, a Smam já esclareceu que "o Morro Ricaldone não é praça, mas área verde complementar".